# Tontelea
Tontelea Miers – rodzaj roślin należący do rodziny dławiszowatych (Celastraceae R. Br.). Obejmuje co najmniej 25 gatunków występujących naturalnie na obszarze od Panamy i Gujany aż po Peru.

## Morfologia
PokrójLiany.
LiścieZ prawie niezauważalnym użyłkowaniem.
OwoceJagody o długości do 9,5 cm. Kiedy dojrzeją przybierają pomarańczową bądź brązową barwę. Na egzokarpie występują przetchlinki. Mezokarp jest pomarańczowy. Zawierają do 5 nasion.

## Systematyka
Pozycja i podział według APWeb (2001...)
Rodzaj należący do rodziny dławiszowatych (Celastraceae R. Br.), rzędu dławiszowców (Celestrales Baskerville), należącego do kladu różowych w obrębie okrytonasiennych.
Wykaz gatunków
| - Tontelea attenuata Miers - Tontelea congestiflora (A.C.Sm.) A.C.Sm. - Tontelea corcovadensis A.C. Sm. - Tontelea coriacea A.C.Sm. - Tontelea corymbosa (Huber) A.C. Sm. - Tontelea cylindrocarpa (A.C.Sm.) A.C.Sm. - Tontelea divergens A.C. Sm. - Tontelea emarginata A.C. Sm. - Tontelea fuliginea Lombardi - Tontelea hondurensis A.C.Sm. - Tontelea lanceolata (Miers) A.C. Sm. - Tontelea laxiflora (Benth.) A.C.Sm. - Tontelea leptophylla A.C. Sm. | - Tontelea martiana (Miers) A.C. Sm. - Tontelea mauritioides (A.C.Sm.) A.C.Sm. - Tontelea micrantha (Mart. ex Schult.) A.C. Sm. - Tontelea miersii (Peyr.) A.C. Sm. - Tontelea myrsinoides A.C. Sm. - Tontelea nectandrifolia (A.C. Sm.) A.C. Sm. - Tontelea passiflora (Vell.) Lombardi - Tontelea petiolata (A.C. Sm.) Mennega - Tontelea riedeliana (Peyr.) A.C. Sm. - Tontelea sandwithii A.C.Sm. - Tontelea tenuicula (Miers) A.C. Sm. - Tontelea weberbaueri A.C. Sm. |